# Фредерік Естер
Фредерік Естер (фр. Frédéric Esther; 8 червня 1972, Мелан-ан-Івлін, Іль-де-Франс) — французький професійний боксер, чемпіон Європи, призер чемпіонату світу серед аматорів.

## Спортивна кар'єра
Фредерік Естер тричі був чемпіоном Франції серед аматорів (1995, 1999, 2000).
На чемпіонаті Європи 1996 програв в першому бою.
На чемпіонаті світу 1997 програв в другому бою Альфредо Дуверхель (Куба).
На чемпіонаті Європи 1998 став чемпіоном.
- В 1/8 фіналу переміг Романа Алексєєва (Естонія) — 11-1
- У чвертьфіналі переміг Тенгіза Джаошвілі (Грузія) — RSC 4
- У півфіналі переміг Крістофера Бессі (Англія) — AB 4
- У фіналі переміг Ерджумента Аслана (Туреччина) — 4-1.

На чемпіонаті світу 1999 переміг Карой Балжаї (Угорщина) та Хелі Янеса (Венесуела), а у півфіналі програв Мар'яну Сіміон (Румунія).
На Олімпійських іграх 2000 переміг Андрія Мішина (Росія) — 16-11 та Фірата Карагьолу (Туреччина) — 18-16, а у чвертьфіналі програв Мар'яну Сіміон (Румунія) — RSC.

## Професіональна кар'єра
Після Олімпіади Фредерік Естер перейшов до професійного боксу. Протягом 2000—2004 років провів 16 поєдинків, усі у Франції. В єдиному титульному бою за звання чемпіона Франції 8 квітня 2004 програв за очками, після чого вирішив завершити кар'єру.